# Tatarstan

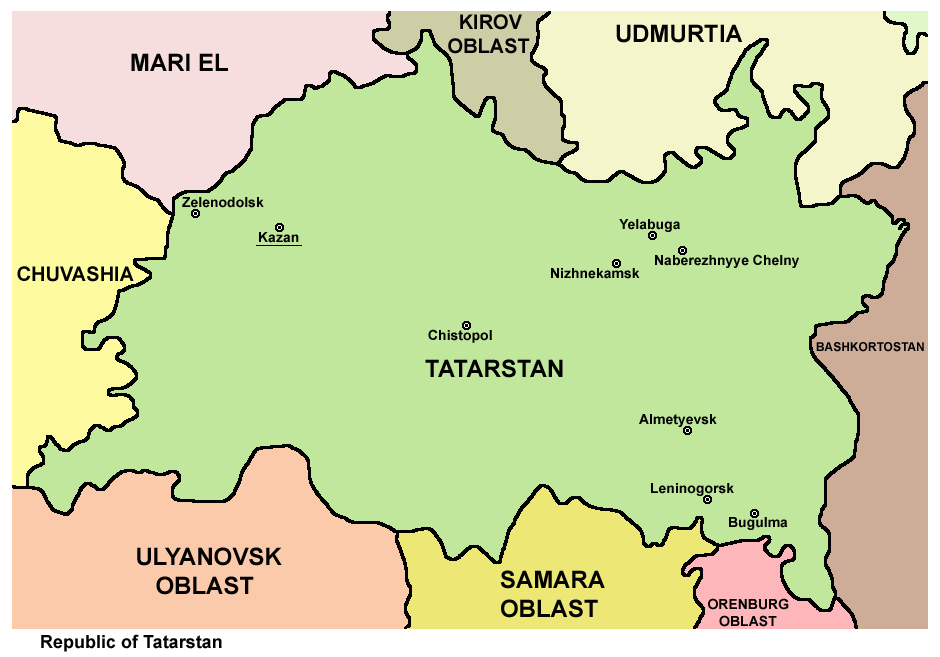

Cộng hòa Tatarstan (tiếng Nga: Респу́блика Татарста́н) là một chủ thể liên bang của Nga (một nước cộng hòa). Diện tích là 68.000 km² với dân số 3.800.000. Thủ đô là Kazan.

## Địa lý
Nước cộng hòa này nằm ở trung tâm Đồng bằng Đông Âu, cách Moskva khoảng 800 km về phía đông. Nước cộng hòa này nằm giữa sông Volga và sông Kama (một nhánh của sông Volga) và trải dài về phía đông tới Dãy núi Ural.
- Biên giới:
  - nội địa: Kirov Oblast (N), Cộng hòa Udmurt (N/NE), Cộng hòa Bashkortostan (E/SE), Orenburg Oblast (SE), Samara Oblast (S), Ulyanovsk Oblast (S/SW), Cộng hòa Chuvash (W), Cộng hòa Mari El (W/NW).
- Đỉnh cao nhất: 343 m (1.125,3 ft)[cần dẫn nguồn]
- Khoảng cách tối đa từ Bắc tới Nam: 290 km (180 mi)
- Khoảng cách tối đa từ Đông sang Tây: 460 km (290 mi)

### Các con sông
Các con sông lớn bao gồm (tên theo tiếng Tatar trong ngoặc đơn):
- Belaya River (Ağidel)
- Ik (Iq)
- Kama (Çulman)
- Volga (İdel)
- Vyatka (Noqrat)

Tôn giáo chủ yếu của Cộng hòa Tatarstan là Hồi giáo dòng Sinni và Chính thống giáo Đông phương

## Tài nguyên
Tài nguyên chính của vùng bao gồm dầu mỏ, khí thiên nhiên, thạch cao và nhiều tài nguyên khác. Theo ước tính thì nước cộng hòa này có nguồn dự trữ dầu mỏ lên đến hơn một triệu tấn.

## Khí hậu
- Nhiệt độ trung bình tháng 1: −16 °C (3.2 °F)
- Nhiệt độ trung bình tháng 7: 19 °C (66.2 °F)
- Lượng mưa trung bình: lên tới 500 mm

## Liên kết
- (tiếng Anh) Official website of Tatarstan Lưu trữ ngày 25 tháng 3 năm 2010 tại Wayback Machine
- (tiếng Anh) President of the Republic of Tatarstan Mintimer Shaimiev. Official web-site Lưu trữ ngày 2 tháng 2 năm 2011 tại Wayback Machine
- (tiếng Anh) Tatarstan Government Lưu trữ ngày 30 tháng 10 năm 2009 tại Wayback Machine
- (tiếng Anh) Information agency of Tatarstan Lưu trữ ngày 18 tháng 2 năm 2009 tại Wayback Machine
- (tiếng Anh) intertat.ru
- (tiếng Anh) Kazan city tourist portal Lưu trữ ngày 25 tháng 11 năm 2009 tại Wayback Machine
- (tiếng Anh) The City of Kazan Lưu trữ ngày 24 tháng 6 năm 2009 tại Wayback Machine
- (tiếng Anh) KAZAN 1000 (MILLENNIUM) Lưu trữ ngày 8 tháng 10 năm 2007 tại Wayback Machine
- (tiếng Anh) Kazan millenium
- (tiếng Anh) Universiade Kazan 2013 Lưu trữ ngày 3 tháng 6 năm 2008 tại Wayback Machine
- (tiếng Anh) A text of the agreement between the Government of the Russian Federation and the Government of the Republic of Tatarstan "On Delimitation of Authority in the Sphere of Foreign Economic Relations" Lưu trữ ngày 14 tháng 3 năm 2010 tại Wayback Machine.
- Сonstitution of the Republic of Tatarstan Lưu trữ ngày 10 tháng 1 năm 2009 tại Wayback Machine
- Treaty Between the Russian Federation and the Republic of Tatarstan Lưu trữ ngày 14 tháng 3 năm 2010 tại Wayback Machine
- Declaration on the State Sovereignty of the Tatar Soviet Socialist Republic Lưu trữ ngày 10 tháng 1 năm 2009 tại Wayback Machine
- List of Intergovernmental Agreements Between the Russian Federation and the Republic of Tatarstan Lưu trữ ngày 10 tháng 1 năm 2009 tại Wayback Machine